# Monodonta passalis
Monodonta passalis is een vlinder uit de familie van de grasmotten (Crambidae). De wetenschappelijke naam van de soort is voor het eerst geldig gepubliceerd in 1907 door George Hamilton Kenrick.